# Gentianales
Gentianales Lindl., 1833 è un ordine di piante angiosperme eudicotiledoni del clado Lamiidi (o Euasteridi I).

## Descrizione
Hanno fiori attinomorfi, con corolla gamopetala, androceo composto da un numero di stami uguale a quello dei lobi corollini, ovario supero composto da due carpelli saldati.

## Tassonomia
Il Sistema Cronquist (1981) assegnava all'ordine Gentianales le seguenti 5 famiglie:
- Apocynaceae
- Asclepiadaceae
- Gelsemiaceae
- Gentianaceae
- Saccifoliaceae

La classificazione APG IV considera le Asclepiadaceae come sottofamiglia delle Apocynaceae (Asclepiadoideae) e include nell'ordine anche la famiglia delle Rubiaceae.
- Apocynaceae Juss.
- Gentianaceae Juss.
- Loganiaceae R.Br. ex Mart.
- Gelsemiaceae L.Struwe & V.A.Albert
- Rubiaceae Juss.